# کوه‌های وینتراسلو
رشته‌کوه وینتراِسلو (به انگلیسی: Winterslow Range)، نام رشته‌کوه کوچکی در ناحیهٔ کنتربری، نیوزیلند است.